# إدوارد تي. إنجلاند
إدوارد تي. إنجلاند هو محامي وسياسي أمريكي، ولد في 29 سبتمبر 1869 في Gay, West Virginia ‏ في الولايات المتحدة، وتوفي في 9 سبتمبر 1934 في كليفلاند في الولايات المتحدة. نشط حزبياً في الحزب الجمهوري. وقد انتخب عضو مجلس ولاية فيرجينيا الغربية ‏ وانتخب عضو مجلس النواب الأمريكي ‏.